# Puspalal Sharma
Puspalal Sharma (sinh ngày 8 tháng 11 năm 1983) là một cầu thủ bóng đá người Bhutan, hiện tại thi đấu cho Druk Star. Anh ra mắt lần đầu cho Đội tuyển bóng đá quốc gia Bhutan năm 2009.